# Exsymmedian

Dreieck
Exsymmediane (rot):
Symmediane (grün):
Exsymmedian-Punkte (rot):

Die Exsymmediane eines Dreiecks sind definiert als die Tangenten an dem Umkreis des Dreiecks in den Eckpunkten des Dreiecks. Diese drei Exsymmediane bilden ein neues Dreieck, dessen Eckpunkte als Exsymmedian-Punkte bezeichnet werden.
Durch die Exsymmedian-Punkte verläuft auch je ein Symmedian, das heißt zwei Exsymmediane und ein zugehöriger Symmedian schneiden in einem gemeinsamen Punkt. Genauer gilt für ein Dreieck {\displaystyle ABC} mit Exsymmedianen {\displaystyle e_{a},e_{b},e_{c}}, Symmedianen {\displaystyle s_{a},s_{b},s_{c}} und Exsymmedian-Punkten {\displaystyle E_{a},E_{b},E_{c}}:
{\displaystyle {\begin{aligned}E_{a}&=e_{b}\cap e_{c}\cap s_{a}\\E_{b}&=e_{a}\cap e_{c}\cap s_{b}\\E_{c}&=e_{a}\cap e_{b}\cap s_{c}\end{aligned}}}
Die Länge der senkrechten Verbindungsstrecke zwischen einem Exsymmedian-Punkt und zugehöriger Dreiecksseite ist proportional zu dieser Dreiecksseite und es gelten die folgenden Formeln:
{\displaystyle {\begin{aligned}k_{a}&=a\cdot {\frac {2\triangle }{c^{2}+b^{2}-a^{2}}}\\k_{b}&=b\cdot {\frac {2\triangle }{c^{2}+a^{2}-b^{2}}}\\k_{c}&=c\cdot {\frac {2\triangle }{a^{2}+b^{2}-c^{2}}}\end{aligned}}}
Hierbei bezeichnen {\displaystyle \triangle } die Fläche des Dreiecks {\displaystyle ABC} und {\displaystyle k_{a},k_{b},k_{c}} die senkrechten Verbindungsstrecken zwischen den Dreiecksseiten {\displaystyle a,b,c} und den Exsymmedian-Punkten {\displaystyle E_{a},E_{b},E_{c}}.